# Самоосвіта (місячник)
«Самоосвіта» — місячник, орган Центральної Комісії допомоги самоосвіті, Агітпропвідділу ЦК ЛКСМУ, Відділу самоосвіти Укрполітосвіти, Культвідділу Всеукраїнської Ради Профспілок, виходив у Харкові в 1926 — 1933 роках. Відповідальний редактор — А. Іванівський.